# Charley Thompson
Charley Thompson (Lean on Pete) è un film del 2017 scritto e diretto da Andrew Haigh, basato sul romanzo La ballata di Charley Thompson di Willy Vlautin.
La pellicola è stata selezionata in concorso per il Festival di Venezia 2017. Tra gli interpreti principali figurano Charlie Plummer, Travis Fimmel, Chloë Sevigny e Steve Buscemi.

## Trama
Charley Thompson è un quindicenne solo che vive con il padre, che si arrangia con vari lavori precari per dargli una vita dignitosa. Con la speranza di una vita migliore, i due si trasferisco a Portland, dove Charlie passa la sua estate in un ippodromo, stringendo amicizia con un vecchio cavallo di nome Lean on Pete. Quando improvvisamente rimane orfano, Charlie si mette in viaggio alla ricerca di una zia lontana, attraversando gli Stati Uniti con il suo amico cavallo.

## Produzione
Le riprese del film sono iniziate il 13 agosto 2016 a Portland, Oregon, e sono terminate a settembre 2016.

## Distribuzione
La pellicola è stata presentata in anteprima mondiale e in concorso alla 74ª Mostra internazionale d'arte cinematografica di Venezia il 1º settembre 2017. Successivamente è stato proiettato altri festival cinematografici internazionali come Toronto International Film Festival, BFI London Film Festival e Telluride Film Festival.
Verrà distribuito nelle sale cinematografiche britanniche il 4 maggio 2018.

## Riconoscimenti
- 2017 - Mostra internazionale d'arte cinematografica di Venezia
  - Premio Marcello Mastroianni a Charlie Plummer
  - In competizione per il Leone d'oro al miglior film
- 2018 - British Independent Film Awards[6]
  - Candidatura per il miglior regista a Andrew Haigh
  - Candidatura per il miglior attore a Charlie Plummer
  - Candidatura per il miglior attore non protagonista a Steve Buscemi
  - Candidatura per la miglior fotografia a Magnus Nordenhof Jønk
- 2018 - National Board of Review[7]
  - Migliori dieci film indipendenti